# Norwood (Ohio)
Norwood es una ciudad ubicada en el condado de Hamilton en el estado estadounidense de Ohio. En el Censo de 2010 tenía una población de 19207 habitantes y una densidad poblacional de 2.356,49 personas por km².

## Geografía
Norwood se encuentra ubicada en las coordenadas 39°9′38″N 84°27′13″O / 39.16056, -84.45361. Según la Oficina del Censo de los Estados Unidos, Norwood tiene una superficie total de 8.15 km², de la cual 8.15 km² corresponden a tierra firme y (0%) 0 km² es agua.

## Demografía
Según el censo de 2010, había 19207 personas residiendo en Norwood. La densidad de población era de 2.356,49 hab./km². De los 19207 habitantes, Norwood estaba compuesto por el 86.59% blancos, el 7.63% eran afroamericanos, el 0.42% eran amerindios, el 0.8% eran asiáticos, el 0.06% eran isleños del Pacífico, el 2.02% eran de otras razas y el 2.48% pertenecían a dos o más razas. Del total de la población el 5.06% eran hispanos o latinos de cualquier raza.